# نارینژین
نارینژین (به انگلیسی: Naringin) با فرمول شیمیایی C۲۷H۳۲O۱۴ یک ترکیب شیمیایی با شناسه پاب‌کم ۴۴۲۴۲۸ است. که جرم مولی آن ۵۸۰٫۵۴ g/mol می‌باشد. 